# اينار دياز
اينار دياز (بالإسبانية: Einar Díaz) هو لاعب كرة قاعدة بنمي، ولد في 28 ديسمبر 1972 في محافظة تشيريكي في بنما.

## وصلات خارجية
- اينار دياز على موقع دوري كرة القاعدة الرئيسي (الإنجليزية)
- اينار دياز على موقعبيزبول رفرنس.كوم (الدوري الرئيسي) (الإنجليزية)
- اينار دياز على موقعبيزبول رفرنس.كوم (الدوري الثانوي) (الإنجليزية)
- اينار دياز على موقع مشجعي الرسوم البيانية (الإنجليزية)